# Рагимов, Арзу Юсиф оглы
Арзу Юсиф оглы Рагимов (азерб. Arzu Yusif oğlu Rəhimov; род. 1 октября 1964, Нахичевань) — азербайджанский государственный деятель.

## Биография
Арзу Рагимов родился 1 октября 1964 года в городе Нахичевань. В 1986 году окончил Новосибирское высшее военно-политическое общевойсковое училище имени 60-летия Великого Октября. До 1989 года служил в ВС СССР.
С 1992 года — старший офицер Управления пограничных войск Министерства национальной безопасности Азербайджана. В 2004 году назначен на должность заместителя начальника главного штаба пограничных войск Государственной пограничнной службы Азербайджана.
Начальник главного штаба пограничных войск Азербайджана (2006 — 30 апреля 2007).
Генерал-майор (до февраля 2012 года).
Начальник Государственной миграционной службы Азербайджана (30 апреля 2007 — 13 февраля 2012).
17 марта 2010 года присвоено высшее специальное звание — государственный советник миграционной службы II класса.
Начальник Государственной службы Азербайджана по мобилизации и призыву на военную службу (13 февраля 2012—17 апреля 2023).
1 марта 2012 года присвоено звание генерал-лейтенанта.
2 февраля 2021 года присвоено звание генерал-полковника.

## Награды
- Орден «За службу Отечеству» 2-й степени (12 февраля 2018) — за достойное и высокопрофессиональное выполнение служебного долга и проявленную при этом преданность Азербайджанской государственности[12][13]
- Орден «Карабах» (9 декабря 2020) — за высокий профессионализм при управлении боевыми операциями во время освобождения территорий и восстановления территориальной целостности Азербайджанской Республики, а также за мужество и отвагу при несении военной службы)[14]